# فيرنر هايني
فيرنر هايني (بالألمانية: Werner Heine)‏ (14 أغسطس 1935 في ألمانيا - ) هو لاعب كرة قدم ألماني (وحمل سابقاً جنسية ألمانيا الشرقية) في مركز الدفاع. شارك مع منتخب ألمانيا الشرقية لكرة القدم. أما مع النوادي، فقد لعب مع دينامو برلين ويونيون برلين.

## وصلات خارجية
- فيرنر هايني على موقع الاتحاد الأوربي (الإنجليزية)
- فيرنر هايني على موقع قاعدة بيانات كرة القدم.إي يو (الإنجليزية)
- فيرنر هايني على موقع بيانات كرة القدم. دي إي (الألمانية)
- فيرنر هايني على موقع ناشيونال فوتبول تيمز (الإنجليزية)
- فيرنر هايني على موقع عالم كرة القدم.نت (الإنجليزية)